# Rostrhamus sociabilis

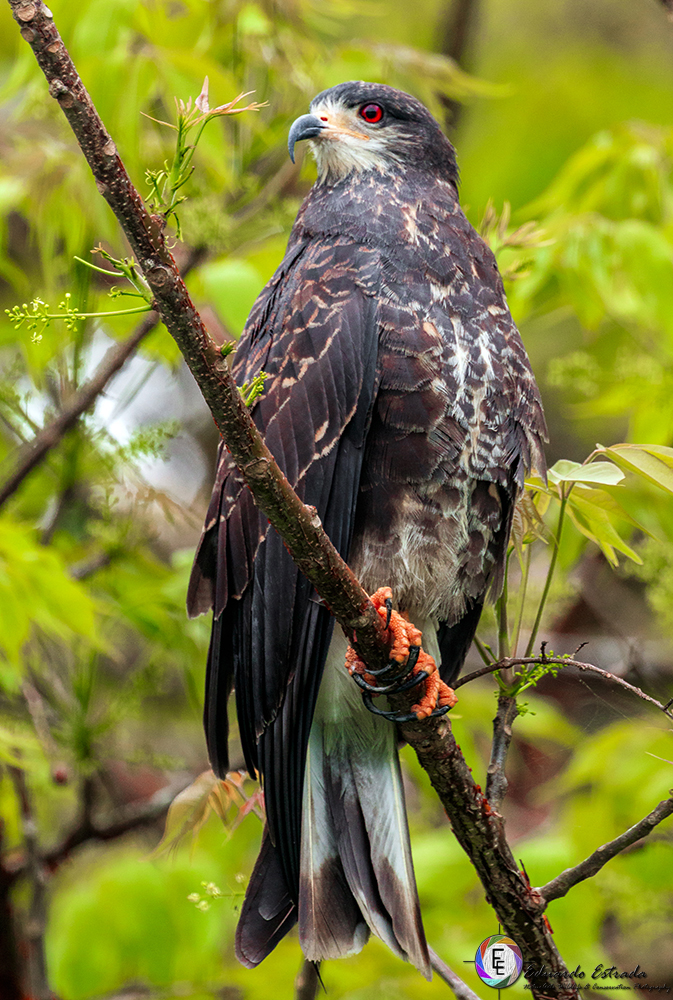
Gavilán caracolero, en el lago Gatún, Panamá

El caracolero común (Rostrhamus sociabilis), también conocido como  elanio caracolero, gavilán caracolero, milano caracolero o taguató caracolero es una especie de ave accipitriforme de la familia Accipitridae que cría de manera residente en América del Sur tropical, las Antillas y el centro y sur de Florida.

## Características
Las alas son largas, anchas y redondeadas. La cola es larga; el obispillo y las coberteras infracaudales son blancos. El pico, oscuro y muy ganchudo, es una adaptación a su dieta, que consiste casi exclusivamente en caracoles de laguna del género Pomacea (familia Ampullariidae; aunque también incorpora a su alimentación cangrejos y peces). El macho adulto tiene el plumaje gris azulado oscuro, con las remeras más oscuras; las patas y la cera son rojas. La hembra adulta tiene el dorso castaño oscuro y el vientre pálido con muchas franjas; la cara es blanquecina con zonas más oscuras detrás y sobre el ojo; las patas y la cera son de color amarillo o naranja. Los inmaduros son similares a la hembra adulta, pero la corona presenta franjas. 

## Historia natural
Es un ave de humedales de agua dulce, que anida en arbustos o en el suelo. Pone de 3 a 4 huevos. Mide unos 45 cm de longitud y 120 cm de envergadura. Es una especie gregaria; forma grandes bandadas en invierno. El vuelo es lento, con la cabeza hacia abajo en busca de caracoles. Una vez localizado el caracol, lo captura y va a su rama favorita a comérselo.Con una pata se sujeta en la rama y en la otra sostiene al caracol. Mientras lo sostiene con la garra, con el pico hace un agujero en la concha, en la parte más inicial de la espira donde el caracol está retraído y por él lo extrae sin comerse el opérculo. Uno encuentra esparcidos por la orilla del río Paraná las conchas agujereadas y los opérculos, en montones.
El caracolero común es una especie en peligro en los Everglades de Florida, con una población de menos de 400 parejas de cría. Se ha demostrado que el control artificial de los niveles de inundación en los Everglades está diezmando la población de caracol manzana. Aun así, por lo general, no se considera una especie amenazada en el resto de su área de distribución.

## Subespecies
Se reconocen tres subespecies de Rostrhamus sociabilis:
| Subespecie                       | Región                                                        |
| -------------------------------- | ------------------------------------------------------------- |
| Rostrhamus sociabilis plumbeus   | marismas de agua dulce de Florida, Cuba e Isla de la Juventud |
| Rostrhamus sociabilis major      | este de México y norte de Guatemala (Petén)                   |
| Rostrhamus sociabilis sociabilis | de Honduras y Nicaragua a Brasil y noreste de Argentina       |

## Galería de imágenes

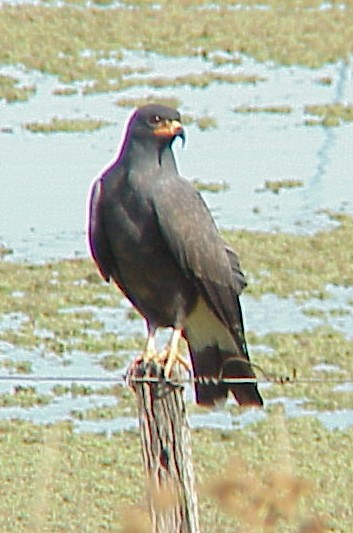